# Писанко Ігор Миколайович
Писанко Ігор Миколайович (1941—2010) — український оператор документального кіно. Лауреат Державної премії України ім. Т. Г. Шевченка (1973).

## Життєпис
Народився 20 червня 1941 р. в Києві. З 1973 р. працював на кіностудії «Укркінохроніка».
Зняв стрічки: «Я бачу», «П'ять героїчних років» (у співавт. з Я. Лейзеровичем i І. Кацманом), «Україна, земля і люди» (1971), «Радянська Україна» (1972, у співавт. Державна премія України ім. Т. Г. Шевченка, 1973), «Легенди Криму», «Над Україною небо високе» (1972), «Поема про Донецький край» (1974, у співавт. з Я. Лейзеровичем), «Земля Сірії» (1974), «Шлях звершень» (у співавт. з В. Кукоренчуком i В. Кріпченком), «З маршруту не повернулись», «200 років Дніпропетровську» (1975), «Венеція», «Генерал Кирпонос» (1977), «Два роки в абвері» (1978), «Батьківщина моя» (у співавт.), «Розум, честь і совість епохи» (1978, у співавт. з О. Лісовим, О. Косіновим i В. Кукоренчуком. Диплом і Перший приз XI Всесоюзного кінофестивалю, Єреван, 1978), «Дорогою батьків» (1978, у співавт. з О. Косіновим. Перша премія Всесоюзного конкурсу на найкращий фільм до 60-річчя ВЛКСМ), «Гірке відлуння» (1979, у співавт. з В. Хотіновим), «Чуєш, брате мій» (1979, у співавт.; реж. І. Грабовський), «Марія з Малої землі» (у співавт.), «Слово про п'ятирічку» (1980), «Вони з 41-го» (у співавт.), «Звершення» (1981), «Ранок республіки» (1983, у співавт.; реж. А. Федоров), «Зоряний час Либіді» (1990), «Гомоніла Україна» (1991), «Христос воскрес» (1991, реж. В. Сперкач), «Благонадійність» (1995) та ін.

Могила Ігоря Писанка та його сина, Берковецьке кладовище

Був членом Національної Спілки кінематографістів України.
Помер 30 березня 2010 року у віці 68 років. Похований разом із родиною на Берковецькому кладовищі (ділянка № 19, 50°30′1.85″ пн. ш. 30°23′28.53″ сх. д. / 50.5005139° пн. ш. 30.3912583° сх. д.).

### Родина
- Син — телеоператор Олег Писанко (1967—2012).
  - Невістка — заслужена журналістка України Людмила Островенко-Писанко (нар. 1971)[3].
- Донька — акторка, телеведуча Руслана Писанка (Писанко) (1965—2022).